# Géographie de Porto Rico

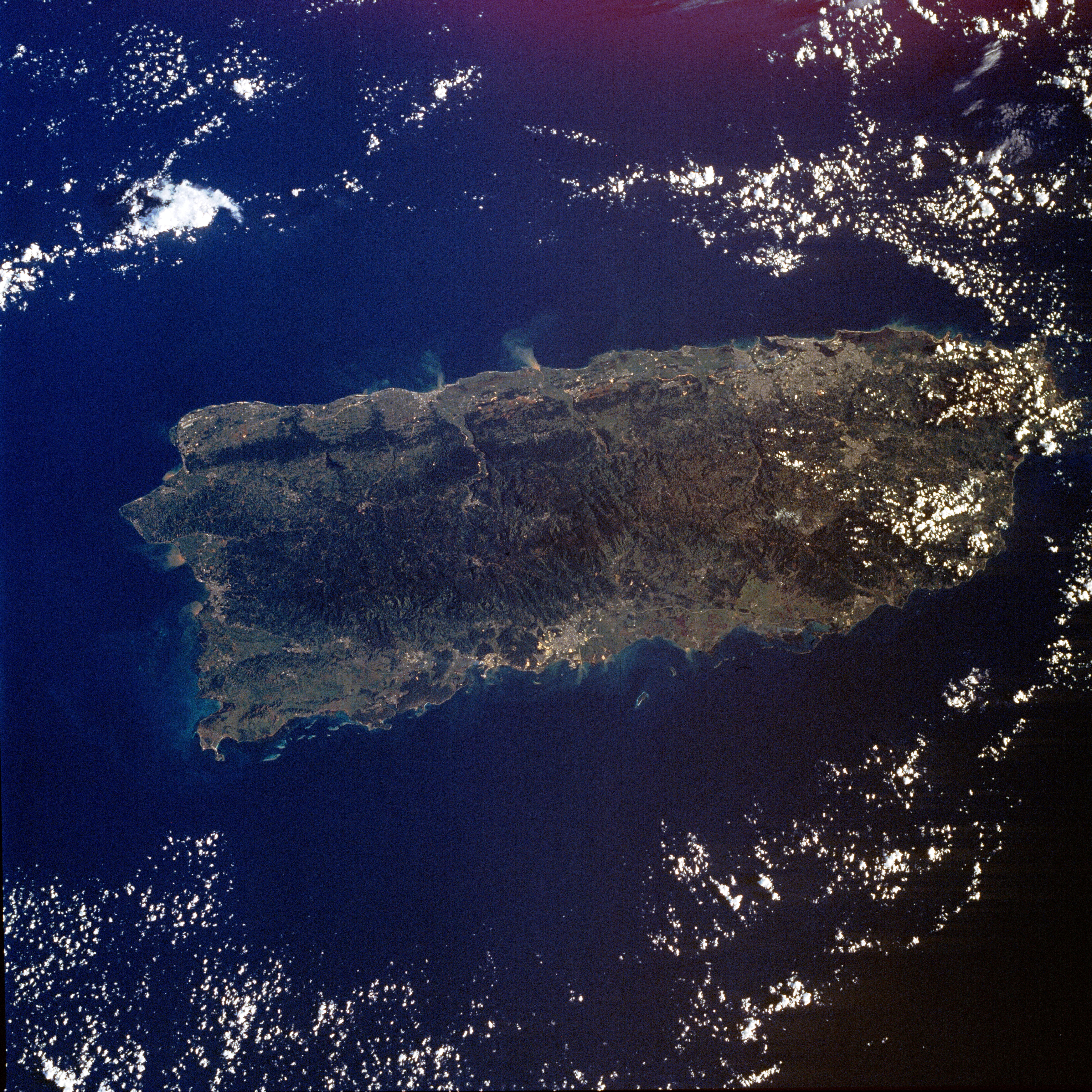
Photo satellite de Porto Rico

Porto Rico est un archipel, composé de quatre îles principales, situé dans les Caraïbes Les îles sont localisées entre la mer des Caraïbes et le nord de l’océan Atlantique, à l’est de la République dominicaine et à l’ouest des îles Vierges. L’île principale de Porto Rico est la plus petite et la plus orientale du groupe des grandes Antilles. Les îles associées sont Vieques, Culebra, à l'est de l'île principale, Isla Mona, à l'ouest, et quelques îles secondaires. Seules Vieques et Culebra sont habitées de manière permanente. Porto Rico est d’une superficie de 9104 km2 soit d’une longueur de 174 km pour une largeur d'environ  60 km. La capitale, San Juan se trouve sur la côte nord de l’île.

## Géographie physique

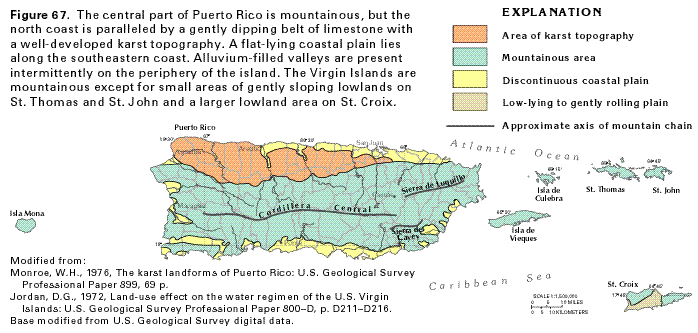
Geographie de Porto Rico (anglais)

L'île de Porto Rico se trouve directement au sud d'une importante fosse océanique : la fosse de Porto Rico dont la profondeur maximale se trouve à 8 605 mètres. C’est une île essentiellement montagneuse, avec de large espaces côtiers au nord et au sud. La principale montagne est appelée cordillère Centrale, dont le point culminant est le Cerro de Punta à 1 338 m d’altitude. Un autre pic important est El Yunque (1 065 m), situé dans la Sierra de Luquillo, et constitue un parc national américain.

### Climat
Porto Rico est une île des Caraïbes qui en conséquence bénéficie d'un climat tropical humide constant tout au long de l'année avec une température moyenne de 26 °C. La température de la partie sud de l'île est sensiblement plus élevée que dans le nord. En revanche les températures de la partie montagneuse centrale sont jusqu'à 10 °C inférieures aux côtes en raison de l'élévation et de l'humidité accrue. Le record de température maximale à Porto Rico est de 40 degrés Celsius dans le sud-ouest et le minimum est de 3 degrés Celsius dans Aibonito dans le centre de l'île[réf. nécessaire]. Il n'y a pas à proprement parler de saisons mais globalement on peut distinguer la saison humide (de mai à octobre) qui correspond également à la saison des ouragans, de la saison sèche (novembre à avril). On peut noter que les îles Vieques et surtout Culebra sont nettement plus arides que l'île principale de Porto Rico, et plus chaudes, en raison de précipitations plus faibles et de l'absence de relief majeur.
La caractéristique de l'île principale de Porto Rico est l'abondant cumul de précipitations dû à l'exposition de l'île aux alizés humides de l'Atlantique nord qui entraînent de fréquentes averses, parfois extrêmement violentes, pratiquement quotidiennement pendant la saison humide. Les écarts de précipitations sont importants d'un point à l'autre de l'île avec par exemple jusqu'à 450 cm d'eau annuel cumulé dans la forêt tropicale humide d'El Yunque, pour seulement 100 cm à Ponce, la deuxième ville de l'île sur la côte sud.
Enfin Porto Rico est soumise chaque année de plus ou moins fortes tempêtes tropicales, pouvant devenir de violents ouragans comme celui qui dévasta l'île le 12 août 1956. L'ouragan  Maria a frappé Porto Rico le 20 septembre 2017.  Des vents de 250 km/h ont soufflé sur l’île et des pluies diluviennes ont provoqué des destructions sur tout le territoire. Le gouverneur Ricardo Rossello a estimé la reconstruction de Porto Rico à 94,4 milliards de dollars. Le bilan officiel fait état de 64 morts. À la suite de l'ouragan plus de 283 000 personnes ont quitté l’île pour s’installer principalement en Floride. 

## Faune et flore
L'Isla Mona est protégée dans son intégralité par un statut de réserve nationale et est considérée comme les Galápagos des Caraïbes. Sa faune est constituée d'iguanes, de crabes ermites et de tortues de mer.

## Géographie administrative
L'île de Porto Rico a une population totale de 3 885 877 habitants (2003). L'île est divisée en 78 municipalités formant le Commonwealth de Porto Rico.